# Indiana Jones i el regne de la calavera de cristall
Indiana Jones i el regne de la calavera de cristall (títol original en anglès: Indiana Jones and the Kingdom of the Crystal Skull) és una pel·lícula d'aventures estatunidenca, dirigida per Steven Spielberg, estrenada el 2008 i basada en el personatge fictici d'Indiana Jones.
Dies abans de la seva estrena mundial, va ser projectada al Festival de Canes; va ser la primera pel·lícula de Spielberg a ser-hi presentada des d'ET, l'extraterrestre.
L'argument situa Indiana Jones (interpretat per Harrison Ford) als anys 50, amb l'objectiu de trobar un crani de vidre, que també és buscat per agents de la Unió Soviètica. Recolzat per la seva antiga amant Marion Ravenwood (Karen Allen), el jove motociclista Mutt (Shia LaBeouf) i el seu col·lega Mac (Ray Winstone), Jones ha d'evitar que els soviètics trobin la relíquia i la utilitzin amb finalitats sinistres.
La producció de la pel·lícula va estar programada des del 1989, a partir de l'estrena d'Indiana Jones i l'última croada -tercera pel·lícula en la sèrie-. Tanmateix, Spielberg i Ford no estaven d'acord amb l'element argumental del crani de vidre per a aquesta quarta pel·lícula. George Lucas -productor executiu de la pel·lícula i cocreador del personatge- havia escrit una història basada en la probable relació de l'anterior relíquia històrica i una nova aventura de Jones, després d'utilitzar-la com a element argumental d'un dels capítols de Les aventures del jove Indiana Jones.
A causa del desacord entre Spielberg i Ford, la producció d'Indiana Jones 4 es va aturar indefinidament. A partir de la dècada dels anys 2000, l'interès es va reprendre, amb la participació de Jeb Stuart, Jeffrey Boam, M. Night Shyamalan, Frank Darabont i Jeff Nathanson a la redacció d'un guió, basat en l'argument escrit per Lucas. El 2006, el guió de David Koepp va ser aprovat per Lucas, Spielberg i Ford, i el 18 de juny del 2007 va començar el rodatge.
A fi de mantenir la continuïtat estètica amb les anteriors pel·lícules, Spielberg i Lucas van decidir no incloure-hi efectes digitals generats per CGI, per tal de seguir l'estil artístic de rodatge utilitzat en les seves antecessores.
La promoció publicitària per a la pel·lícula va estar basada, principalment, a provocar la nostàlgia en els seguidors de la sèrie amb la incorporació d'algunes escenes de les anteriors pel·lícules en l'estrena dels avenços. Els detalls de la producció i l'argument van ser mantinguts en estricta confidencialitat.

## Argument
El 1957, a Nevada, la doctora i coronel Irina Spalko (Cate Blanchett) encapçala un comboi de tropes soviètiques a bord de vehicles militars a un lloc al desert, denominat "Hangar 51", on obliguen Indiana Jones (Harrison Ford) a conduir-los cap a un objecte que ell havia estudiat, temps enrere, amb altres científics: el fèretre d'un presumpte alienígena de Roswell. El misteriós lloc és, per coincidència, el mateix on es troba emmagatzemada l'Arca de l'Aliança. Quan el fèretre és obert, descobreixen que conté les restes d'una criatura extraterrestre. Quan Jones intenta escapar, és traït pel seu vell soci i company, George "Mac" Mchale (Ray Winstone), que està treballant amb els soviètics. Malgrat això, Jones aconsegueix finalment escapar a bord d'un turboreactor amb què sobrevola el desert fins a arribar a un petit poble on es realitzarà, en aquell precís instant, una prova nuclear. Després de salvar-se de la detonació en ficar-se en l'interior d'un refrigerador, descobreix que des que Mac és un agent soviètic, ell mateix ha estat sent investigat pel FBI, per la seva presumpta associació. Jones torna a la Universitat Marshall per trobar que, a causa de la investigació de l'FBI, se li va oferir un permís d'absència per evitar ser empresonat pels agents de l'Oficina Federal d'Investigació. Mentre abandona la Universitat, es topa amb Mutt Williams (Shia LaBeouf), que li demana ajuda perquè un vell col·lega d'Indy, Harold Oxley (John Hurt), junt amb la seva mare, van desaparèixer després de descobrir un crani de vidre a Nazca, el Perú.
A la seva arribada al Perú, Jones coneix que Oxley havia romàs tancat en un manicomi, fins al moment en què va ser traslladat a un altre lloc. Al terra de la cel·la on va estar tancat, Indy troba pistes per arribar a la tomba del conquistador Francisco de Orellana, que va desaparèixer, l'any 1500, mentre buscava Akator. Amb ajuda d'aquestes pistes, Indy troba la tomba, junt amb el crani de vidre que Oxley va amagar en el seu interior. Suposadament, les tribus paracas van convertir els seus cranis en aquest tipus de relíquies històriques. Tanmateix, els soviètics capturen de nou Jones, aquesta vegada junt amb Mutt, i els porten al campament on es troben Oxley i la mare de Mutt, Marion Ravenwood (Karen Allen). Els soviètics creuen que la relíquia és, en realitat, el crani d'un extraterrestre i, per tant, té poders psíquics que ells podrien utilitzar com a arma definitiva de guerra. Per mitjà d'una conversa, Marion li revela a Jones que Mutt és el fill d'ambdós. Després d'una llarga persecució, Indy, Mutt, Marion i Oxley troben el Temple d'Akator. Perseguits per Mac, s'assabenten per mitjà d'aquest que és un agent doble que treballa contra els soviètics. Després, entra al temple amb Jones i el grup.
Després d'entrar al Temple, Jones utilitza el crani per obrir una porta que condueix a una habitació maia que conté tretze esquelets de vidre, amb un d'ells sense el crani. Quan els soviètics arriben, Indy acusa a Mac de ser un agent triple (després que ell treu una arma apuntant cap a Indy) i la seva resposta és "No, els vaig mentir sobre que jo sóc un agent doble". Quan Spalko col·loca el crani al seu lloc, l'esquelet comença a parlar al grup, a través d'Oxley i utilitzant un antic dialecte maia. Jones el tradueix en el sentit que els extraterrestres volen donar-los un gran regal. No satisfeta, Spalko vol saber-ho tot i els cranis comencen a "disparar" el coneixement per mitjà dels seus ulls, causant la commoció del grup. Quan un portal a una dimensió paral·lela apareix a l'habitació, Oxley recupera el seu seny i explica que els extraterrestres són éssers interdimensionals que van brindar als maies la seva tecnologia avançada. Indy, Mutt, Marion i Oxley escapen del temple, mentre Mac queda atrapat al portal. Al final, els esquelets formen un sol extraterrestre que trasllada tot el coneixement íntegre de la humanitat al capdavant de Spalko, que mor per la sobrecàrrega d'informació. Després d'això, el temple s'esfondra i un OVNI emergeix de les runes i emprèn el vol feia l'espai exterior. De tornada a casa, Jones torna a la Universitat Marshall, on rep el nomenament de Degà de la Facultat d'Arqueologia, i es casa amb Marion.

## Repartiment
- Harrison Ford: Dr. Henry "Indiana" Jones
- Cate Blanchett: Irina Spalko
- Karen Allen: Marion Ravenwood Jones
- Shia LaBeouf: Henry "Mutt Williams" Jones III
- Ray Winstone: George "Mac" McHale
- John Hurt: Harold "Ox" Oxley
- Jim Broadbent: Dean Charles Stanforth
- Igor Jijikine: Coronel Dovchenko
- Joel Stoffer: agent de l'F.B.I.
- Neil Flynn: agent de l'F.B.I.

## Estrena
La pel·lícula es va estrenar el 21 de maig en alguns països del món. És la segona pel·lícula de Spielberg, després d'ET, l'extraterrestre, presentada a Cannes. Més tard, la pel·lícula va sortir en 4.000 cinemes nord-americans i va ser doblada o subtitulada en 25 idiomes.
Les dates d'estrena mundial van ser les següents:
| Països             | Data                                |
| ------------------ | ----------------------------------- |
| Bèlgica            | 21 maig 2008                        |
| Brasil             | 21 maig 2008                        |
| Suïssa             | 21 maig 2008 (Regió francoparlant)  |
| Egipte             | 21 maig 2008                        |
| França             | 21 maig 2008                        |
| Marroc             | 21 maig 2008                        |
| Perú               | 21 maig 2008                        |
| Argentina          | 22 maig 2008                        |
| Àustria            | 22 maig 2008                        |
| Austràlia          | 22 maig 2008                        |
| Canadà             | 22 maig 2008                        |
| Suïssa             | 22 maig 2008 (Regió germanoparlant) |
| Colòmbia           | 22 maig 2008                        |
| Txèquia            | 22 maig 2008                        |
| Alemanya           | 22 maig 2008                        |
| Dinamarca          | 22 maig 2008                        |
| Estònia            | 22 maig 2008                        |
| Regne Unit         | 22 maig 2008                        |
| Grècia             | 22 maig 2008                        |
| Hong Kong          | 22 maig 2008                        |
| Croàcia            | 22 maig 2008                        |
| Hongria            | 22 maig 2008                        |
| Indonèsia          | 22 maig 2008                        |
| Irlanda            | 22 maig 2008                        |
| Israel             | 22 maig 2008                        |
| Islàndia           | 22 maig 2008                        |
| Corea del Sud      | 22 maig 2008                        |
| Kuwait             | 22 maig 2008                        |
| Kazakhstan         | 22 maig 2008                        |
| Macedònia del Nord | 22 maig 2008                        |
| Mèxic              | 22 maig 2008                        |
| Malàisia           | 22 maig 2008                        |
| Països Baixos      | 22 maig 2008                        |
| Noruega            | 22 maig 2008                        |
| Panamà             | 22 maig 2008                        |
| Filipines          | 22 maig 2008                        |
| Polònia            | 22 maig 2008                        |
| Portugal           | 22 maig 2008                        |
| Sèrbia             | 22 maig 2008                        |
| Rússia             | 22 maig 2008                        |
| Suècia             | 22 maig 2008                        |
| Singapur           | 22 maig 2008                        |
| Eslovènia          | 22 maig 2008                        |
| Eslovàquia         | 22 maig 2008                        |
| Tailàndia          | 22 maig 2008                        |
| Taiwan             | 22 maig 2008                        |
| Ucraïna            | 22 maig 2008                        |
| Estats Units       | 22 maig 2008                        |
| Veneçuela          | 22 maig 2008                        |
| Sud-àfrica         | 22 maig 2008                        |
| Bulgària           | 23 maig 2008                        |
| Finlàndia          | 23 maig 2008                        |
| Itàlia             | 23 maig 2008                        |
| Lituània           | 23 maig 2008                        |
| Letònia            | 23 maig 2008                        |
| Romania            | 23 maig 2008                        |
| Turquia            | 23 maig 2008                        |
| Índia              | 30 maig 2008                        |
| Pakistan           | 30 maig 2008                        |
| Japó               | 21 juny 2008                        |

## Crítica
La pel·lícula va recaptar 787 milions de dòlars a tot el món, i posicionant-se al primer lloc a les taquilles.
Generalment, la pel·lícula va rebre crítiques positives de la premsa especialitzada després de la seva projecció a Cannes. El 23 de maig de 2008, un dia després de la seva estrena a Hispanoamèrica, Rotten Tomatoes va reportar que un 79% de les crítiques havien assenyalat bons aspectes d'aquesta pel·lícula, basant-se en un total de 146 missatges. A Metacritic la pel·lícula va rebre una mitjana de 67, partint de 35 missatges.
Yahoo! va estimar una mitjana B per a un total de 15 revisions. Roger Ebert va puntuar al seu torn la pel·lícula amb 3,5 estrelles d'un total de 4, argumentant "Puc dir que si et van agradar les altres pel·lícules d'Indiana Jones, segurament aquesta t'agradarà també. Si no et van agradar, llavors no ens estem entenent". James Berardinelli, va proporcionar-li 2 estrelles de 4, dient que "la maledicció més prudent ha deixat als aficionats amb les seves memòries únicament".